# Kilobase
La kilobase (kb) est une unité de mesure en biologie moléculaire, représentant une longueur de 1 000 bases azotées. Elle est utilisée pour mesurer la longueur d'une molécule d'ARN ou d'ADN monocaténaire.
La kilopaire de base (kpb) est une unité de mesure en biologie moléculaire représentant une longueur de 1 000 paires de bases d'ARN ou d'ADN bicaténaire.